# Shirley and Lee
Shirley & Lee waren een Amerikaans muzikaal duo actief in de jaren 1950 en 1960. Het duo bestond uit Shirley Goodman en Leonard Lee. Ze hadden rhythm-and-blues-hits met hun nummers "Feel So Good", "Let the Good Times Roll" en "I Feel Good.".

## Carrière
Shirley Goodman (New Orleans,19 juni 1936 - Los Angeles, 5 juli 2005) en Leonard Lee (New Orleans,29 juni 1936 - 23 oktober 1976) groeiden beiden op in New Orleans. Nog in hun schoolperiode namen ze in de J&M studio van Cosimo Matassa een demo op van Lee's compositie "I'm Gone". Eddie Mesner, de eigenaar van Aladdin Records, hoorde de demo en vroeg Matassa om Shirley Goodman op te sporen. Aanvankelijk aarzelde haar religieuze grootmoeder voor haar om R&B en bluesmuziek te laten opnemen, maar nadat zij $ 1.000 aangeboden kreeg, stond ze Shirley toe bij Aladdin te tekenen. Shirley & Lee namen het nummer opnieuw op met producer Dave Bartholomew en bereikten eind 1952 een tweede plaats op Billboard Best Sellers Chart. "Shirley, Come Back To Me" en "Shirley's Back" waren de vervolg-opnames.
Nog in hun tienerjaren toerden zij als openingsact voor Big Mama Thornton. Met hun single "Feel So Good", (niet te verwarren met hun "I Feel Good") bereikten zij nr. 2 op de R&B-hitlijst in 1955. Hun grootste hit "Let the Good Times Roll" stond bovenaan de R&B-hitlijst in 1956 en piekte op nr. 20 van de poplijst. Hun debuutalbum Let The Good Times Roll werd datzelfde jaar uitgebracht. In de studio hadden zij als begeleiders als Lee Allen en Earl Palmer. Op tournee werkten zij met pianisten Huey "Piano" Smith en Allen Toussaint.
In 1959 tekenden Shirley & Lee bij Warwick Records, maar konden hun oude succes geen vervolg geven. In 1963 ging het duo uiteen.
Shirley had in 1974 solo een discohit "Shame, Shame, Shame." Ze trok zich eind jaren 1970 terug uit de muziekindustrie. Na in 1994 een beroerte te hebben gehad, verhuisde zij naar Californië en stierf op 5 juli 2005 in Los Angeles.
Lee, die maatschappelijk werker was geworden, stierf aan een hartaanval, 40 jaar oud in 1976.